# Polinomio trigonometrico
In matematica, un polinomio trigonometrico è una combinazione lineare finita di funzioni {\displaystyle \sin(nx)} e {\displaystyle \cos(nx)} per alcuni valori di {\displaystyle n} interi non negativi. Una serie di Fourier troncata è un polinomio trigonometrico.
I polinomi trigonometrici sono usati, per esempio, nell'interpolazione trigonometrica usata per interpolare funzioni periodiche e nella trasformata di Fourier discreta.
Il termine polinomio trigonometrico deriva dall'analogia dell'uso delle funzioni {\displaystyle \sin(nx)} e {\displaystyle \cos(nx)} a una base di monomi per i polinomi.

## Definizione formale
Una funzione {\displaystyle T} della forma
{\displaystyle T(x)=a_{0}+\sum _{n=1}^{N}a_{n}\cos(nx)+i\sum _{n=1}^{N}b_{n}\sin(nx)\qquad (x\in \mathbb {R} ),}
con {\displaystyle a_{n},b_{n}\in \mathbb {C} } per {\displaystyle n=0,\ldots ,N} e almeno uno tra {\displaystyle a_{N}} e {\displaystyle b_{N}} diverso da zero, è detta polinomio trigonometrico complesso di grado {\displaystyle N}. Usando la formula di Eulero il polinomio può essere riscritto come
{\displaystyle T(x)=\sum _{n=-N}^{N}c_{n}e^{inx}\qquad (x\in \mathbb {R} ).}
Analogamente, se {\displaystyle a_{n},b_{n}\in \mathbb {R} } per {\displaystyle n=0,\ldots ,N} e almeno uno tra {\displaystyle a_{N}} e {\displaystyle b_{N}} diverso da zero, la funzione
{\displaystyle t(x)=a_{0}+\sum _{n=1}^{N}a_{n}\cos(nx)+\sum _{n=1}^{N}b_{n}\sin(nx)\qquad (x\in \mathbb {R} ),}
è detta polinomio trigonometrico reale di grado {\displaystyle N}.

## Proprietà
- Un polinomio trigonometrico di grado {\displaystyle N} può essere considerato come una funzione periodica sulla retta reale con periodo un divisore di {\displaystyle 2\pi } o come una funzione (non periodica) sul cerchio unitario.

- Un polinomio trigonometrico non identicamente nullo di grado {\displaystyle N} ha al massimo {\displaystyle 2N} radici in ogni intervallo {\displaystyle [a,a+2\pi )} per ogni {\displaystyle a} reale.

- L'insieme dei polinomi trigonometrici è denso nello spazio delle funzioni continue sul cerchio unitario con la norma uniforme. Questo è un caso speciale del teorema di Stone-Weierstrass. Più precisamente: per ogni funzione continua {\displaystyle f} e per ogni {\displaystyle \varepsilon >0} esiste un polinomio trigonometrico {\displaystyle T} tale che {\displaystyle |f(x)-T(x)|<\varepsilon } per ogni {\displaystyle x}.

- Il teorema di Fejér afferma che la media aritmetica delle somme parziali della serie di Fourier di una funzione {\displaystyle f} converge uniformemente a {\displaystyle f}.